# U21-EM i volleyboll för damer 2022
U21-EM i volleyboll för damer 2022 genomfördes den 12 till 17 juli 2022 i Andria och Cerignola, i Italien. Det var den första upplagan av turneringen och åtta U21-landslag från  CEV:s medlemsförbund deltog. Italien vann tävlingen genom att besegra Serbien i finalen.. Emma Cagnin utsågs till mest värdefulla spelare medan Loveth Omoruyi var främsta poängvinnare med 78 poäng.

## Arenor
|                                                           |                                                                   |  |
|                                                           |                                                                   |  |
| PalaTatarella Stad: Cerignola Kapacitet: 679 Öppnad: 2019 | Palazzetto dello Sport Stad: Andria Kapacitet: 4 370 Öppnad: 1993 |  |

## Regelverk

### Format
Turneringen genomfördes i två steg:
- Gruppspelsfasen – seriespel där alla mötte alla en gång och de två bäst placerade lagen gick vidare till slutspelsfasen.
- Slutspelsfas – semifinaler, match om tredjepris och final, som alla genomfördes genom en direkt avgörande match.

### Rankningskriterier
Om slutresultatet blev 3-0 eller 3-1 tilldelades 3 poäng till det vinnande laget och 0 till det förlorande laget, om slutresultatet blev 3-2 tilldelades 2 poäng till det vinnande laget och 1 till det förlorande laget. 
Rankningsordningen i serien definierades utifrån:
- Antal vunna matcher
- Poäng
- Kvot vunna / förlorade set
- Kvot vunna / förlorade poäng.
- Inbördes möte

## Deltagande lag
| Lag           | Kvalificerad som | Deltog senast |
| ------------- | ---------------- | ------------- |
| Österrike U21 | 1:a kvalgrupp D  | Debut         |
| Danmark U21   | 2:a kvalgrupp A  | Debut         |
| Israel U21    | 2:a kvalgrupp D  | Debut         |
| Italien U21   | Värdland         | Debut         |
| Polen U21     | 1:a kvalgrupp B  | Debut         |
| Serbien U21   | 1:a kvalgrupp A  | Debut         |
| Turkiet U21   | 1:a kvalgrupp E  | Debut         |
| Ukraina U21   | 2:a kvalgrupp B  | Debut         |

## Turneringen[3]

### Gruppspel
| Grupp I       | Grupp II    |
| ------------- | ----------- |
| Österrike U21 | Danmark U21 |
| Italien U21   | Israel U21  |
| Serbien U21   | Polen U21   |
| Ukraina U21   | Turkiet U21 |

#### Grupp I

##### Resultat
| 12 juli 2022 PalaTatarella, Cerignola Speltid: 1h:00 - Åskådare: 170 | Österrike U21 | 0 - 3 | Serbien U21   | 10-25, 11-25, 18-25               |
| 12 juli 2022 PalaTatarella, Cerignola Speltid: 1h:42 - Åskådare: 700 | Italien U21   | 3 - 1 | Ukraina U21   | 25-22, 23-25, 25-14, 25-19        |
| 13 juli 2022 PalaTatarella, Cerignola Speltid: 1h:07 - Åskådare: 100 | Serbien U21   | 3 - 0 | Ukraina U21   | 25-17, 25-18, 25-17               |
| 13 juli 2022 PalaTatarella, Cerignola Speltid: 1h:08 - Åskådare: 700 | Österrike U21 | 0 - 3 | Italien U21   | 9-25, 14-25, 19-25                |
| 14 juli 2022 PalaTatarella, Cerignola Speltid: 1h:27 - Åskådare: 220 | Ukraina U21   | 3 - 1 | Österrike U21 | 25-18, 21-25, 25-15, 25-11        |
| 14 juli 2022 PalaTatarella, Cerignola Speltid: 2h:04 - Åskådare: 700 | Serbien U21   | 2 - 3 | Italien U21   | 25-23, 25-13, 17-25, 17-25, 19-21 |

##### Sluttabell
| Pos. | Lag           | Pt | G | V | P | VS | FS | Kvot  | VP  | FP  | Kvot  |
| ---- | ------------- | -- | - | - | - | -- | -- | ----- | --- | --- | ----- |
| 1.   | Italien U21   | 8  | 3 | 3 | 0 | 9  | 3  | 3,000 | 280 | 225 | 1,244 |
| 2.   | Serbien U21   | 7  | 3 | 2 | 1 | 8  | 3  | 2,667 | 253 | 198 | 1,278 |
| 3.   | Ukraina U21   | 3  | 3 | 1 | 2 | 4  | 7  | 0,571 | 228 | 242 | 0,942 |
| 4.   | Österrike U21 | 0  | 3 | 0 | 3 | 1  | 9  | 0,111 | 150 | 246 | 0,610 |

      Vidare till semifinal

#### Grupp II

##### Resultat
| 12 juli 2022 Palazzetto dello Sport, Andria Speltid: 1h:09 - Åskådare: 100 | Polen U21   | 3 - 0 | Danmark U21 | 25-16, 25-21, 25-12        |
| 12 juli 2022 Palazzetto dello Sport, Andria Speltid: 1h:44 - Åskådare: 125 | Turkiet U21 | 3 - 1 | Israel U21  | 24-26, 25-17, 25-11, 25-20 |
| 13 juli 2022 Palazzetto dello Sport, Andria Speltid: 1h:19 - Åskådare: 130 | Danmark U21 | 3 - 0 | Israel U21  | 25-23, 25-16, 25-21        |
| 13 juli 2022 Palazzetto dello Sport, Andria Speltid: 1h:17 - Åskådare: 135 | Polen U21   | 3 - 0 | Turkiet U21 | 25-22, 25-21, 25-20        |
| 14 juli 2022 Palazzetto dello Sport, Andria Speltid: 1h:09 - Åskådare: 85  | Danmark U21 | 0 - 3 | Turkiet U21 | 12-25, 16-25, 22-25        |
| 14 juli 2022 Palazzetto dello Sport, Andria Speltid: 1h:17 - Åskådare: 150 | Israel U21  | 0 - 3 | Polen U21   | 22-25, 23-25, 18-25        |

##### Sluttabell
| Pos. | Lag         | Pt | G | V | P | VS | FS | Kvot  | VP  | FP  | Kvot  |
| ---- | ----------- | -- | - | - | - | -- | -- | ----- | --- | --- | ----- |
| 1.   | Polen U21   | 9  | 3 | 3 | 0 | 9  | 0  | 100   | 225 | 175 | 1,286 |
| 2.   | Turkiet U21 | 6  | 3 | 2 | 1 | 6  | 4  | 1,500 | 237 | 199 | 1,191 |
| 3.   | Danmark U21 | 3  | 3 | 1 | 2 | 3  | 6  | 0,500 | 174 | 210 | 0,829 |
| 4.   | Israel U21  | 0  | 3 | 0 | 3 | 1  | 9  | 0,111 | 197 | 249 | 0,791 |

      Vidare till semifinal

### Slutspelsfasen

#### Spel om plats 1-4
|  | Semifinaler | Semifinaler | Semifinaler |             |    | Final               | Final               | Final               |  |
|  |             |             |             |             |    |                     |                     |                     |  |
|  | 1I          | Italien U21 | 3           |             |    |                     |                     |                     |  |
|  | 1I          | Italien U21 | 3           |             |    |                     |                     |                     |  |
|  | 2II         | Turkiet U21 | 2           |             |    |                     |                     |                     |  |
|  | 2II         | Turkiet U21 | 2           |             | 1I | Italien U21         | 3                   |                     |  |
|  |             |             |             |             | 1I | Italien U21         | 3                   |                     |  |
|  |             |             | 1II         | Serbien U21 | 2  |                     |                     |                     |  |
|  | 1II         | Serbien U21 | 1II         | Serbien U21 | 2  | 3                   |                     |                     |  |
|  | 1II         | Serbien U21 |             |             |    | 3                   |                     |                     |  |
|  | 2I          | Polen U21   | 0           |             |    | Match om tredjepris | Match om tredjepris | Match om tredjepris |  |
|  | 2I          | Polen U21   | 0           |             |    |                     |                     |                     |  |
|  |             |             |             |             |    |                     |                     |                     |  |
|  |             |             |             |             |    | 2I                  | Polen U21           | 2                   |  |
|  |             |             |             |             |    | 2I                  | Polen U21           | 2                   |  |
|  |             |             |             |             |    | 2II                 | Turkiet U21         | 3                   |  |

##### Semifinaler
| 16 juli 2022 PalaTatarella, Cerignola Speltid: 1h:12 - Åskådare: 250 | Polen U21   | 0 - 3 | Serbien U21 | 21-25, 15-25, 20-25               |
| 16 juli 2022 PalaTatarella, Cerignola Speltid: 2h:08 - Åskådare: 600 | Italien U21 | 3 - 2 | Turkiet U21 | 23-25, 25-17, 25-21, 17-25, 15-12 |

##### Match om tredjepris
| 17 juli 2022 PalaTatarella, Cerignola Speltid: 2h:18 - Åskådare: 380 | Turkiet U21 | 3 - 2 | Polen U21 | 21-25, 25-23, 26-28, 25-21, 15-10 |

##### Final
| 17 juli 2022 PalaTatarella, Cerignola Speltid: 1h:48 - Åskådare: 700 | Italien U21 | 3 - 2 | Serbien U21 | 17-25, 25-17, 15-25, 25-19, 15-11 |

## Slutplaceringar
| Pos | Lag           |
| --- | ------------- |
|     | Italien U21   |
|     | Serbien U21   |
|     | Turkiet U21   |
| 4   | Polen U21     |
| 5   | Danmark U21   |
| 5   | Ukraina U21   |
| 7   | Österrike U21 |
| 7   | Israel U21    |

## Individuella utmärkelser
| Utmärkelse              | Namn           | Lag         |
| ----------------------- | -------------- | ----------- |
| Mest värdefulla spelare | Emma Cagnin    | Italien U21 |
| Bästa passare           | Andrea Tišma   | Serbien U21 |
| Bästa högerspiker       | İpar Kurt      | Turkiet U21 |
| Bästa vänsterspiker     | Branka Tica    | Serbien U21 |
| Bästa vänsterspiker     | Loveth Omoruyi | Italien U21 |
| Bästa center            | Emma Graziani  | Italien U21 |
| Bästa center            | Ana Malešević  | Serbien U21 |
| Bästa libero            | Gülce Güçtekin | Turkiet U21 |

## Statistik[4]
Statistiken avser enbart spel i huvudturneringen, inte kval.
| Vunna poäng | Vunna poäng     | Vunna poäng | Vunna poäng |
| Pos.        | Namn            | Poäng       | Lag         |
| ----------- | --------------- | ----------- | ----------- |
| 1           | Loveth Omoruyi  | 78          | Italien U21 |
| 2           | İpar Kurt       | 77          | Turkiet U21 |
| 3           | Julita Piasecka | 73          | Polen U21   |
| 4           | Melisa Bükmen   | 68          | Turkiet U21 |
| 4           | Branka Tica     | 68          | Serbien U21 |

| Vunna attacker | Vunna attacker  | Vunna attacker | Vunna attacker |
| Pos.           | Namn            | Poäng          | Lag            |
| -------------- | --------------- | -------------- | -------------- |
| 1              | Loveth Omoruyi  | 71             | Italien U21    |
| 2              | İpar Kurt       | 69             | Turkiet U21    |
| 3              | Julita Piasecka | 66             | Polen U21      |
| 4              | Branka Tica     | 59             | Serbien U21    |
| 5              | Melisa Bükmen   | 56             | Turkiet U21    |

| Vunna block | Vunna block    | Vunna block | Vunna block |
| Pos.        | Namn           | Poäng       | Lag         |
| ----------- | -------------- | ----------- | ----------- |
| 1           | Karmen Aksoy   | 15          | Turkiet U21 |
| 2           | Emma Graziani  | 13          | Italien U21 |
| 2           | Minja Osmajić  | 13          | Serbien U21 |
| 4           | Linda Nwakalor | 12          | Italien U21 |
| 5           | Ana Malešević  | 11          | Serbien U21 |

| Serveess | Serveess          | Serveess | Serveess    |
| Pos.     | Namn              | Poäng    | Lag         |
| -------- | ----------------- | -------- | ----------- |
| 1        | Martyna Borowczak | 10       | Polen U21   |
| 2        | Melisa Bükmen     | 8        | Turkiet U21 |
| 2        | Emma Graziani     | 8        | Italien U21 |
| 4        | Martyna Leoniak   | 7        | Polen U21   |
| 4        | Ana Malešević     | 7        | Serbien U21 |